# Liljeholmen
Liljeholmen est un quartier du district Hägersten-Älvsjö à Stockholm en Suède.

## Situation
Liljeholmen borde les quartiers d'Årsta, Västberga, Midsommarkransen, Aspudden, Gröndal et Södermalm.
Liljeholmen est situé dans la partie sud de la ville.
Il fait administrativement partie du district de Hägersten-Liljeholmen.
Le quartier a une superficie de 1,70 kilomètres carrés.
Le quartier de Liljeholmen a été créé en 1932.
Il abrite le parc d'Årstaberg.

## Architecture

### Liljeholmskajen
Après l'an 2000, les industries ont commencé à quitter la zone pour faire place à la production de copropriétés au sein du projet Liljeholmskajen.
Liljeholmskajen est un projet de développement urbain avec la maîtrise d'ouvrage de l'entreprise 
JM (sv), qui comprend la production et la vente d'immeubles residentiels au bord du lac Mälaren à Årstadal et Årstaberg.
Parmi les gratte-ciels qui ont été construits, citons Brohuset, Kajen 4, Kajen 5 et Kajen 6 et Kajen 7.

## Transports
Le quartier possède un important pôle d'échanges nommé Liljeholmen. Il est constitué de la station de métro Liljeholmen de la ligne rouge (T13 et T14), une station de bus et une station de tramway du Tvärbanan.
À cela, s'ajoute les stations de tramway Trekanten et Årstadal toujours sur le Tvärbanan.
Bien que pas complètement situé sur le quartier, on peut lister la présence de la station Årstaberg du réseau de train de banlieue de Stockholm (Pendeltåg) à l'extrémité sud du quartier.

## Lieux et monuments

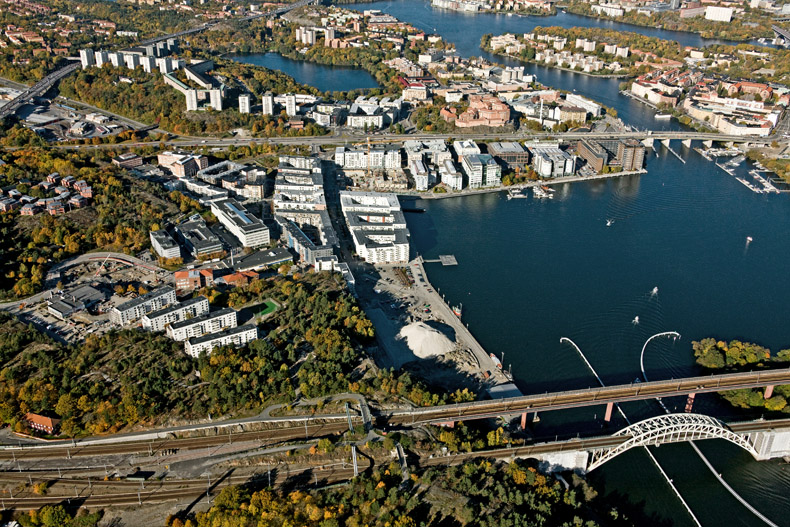
Liljeholmen.
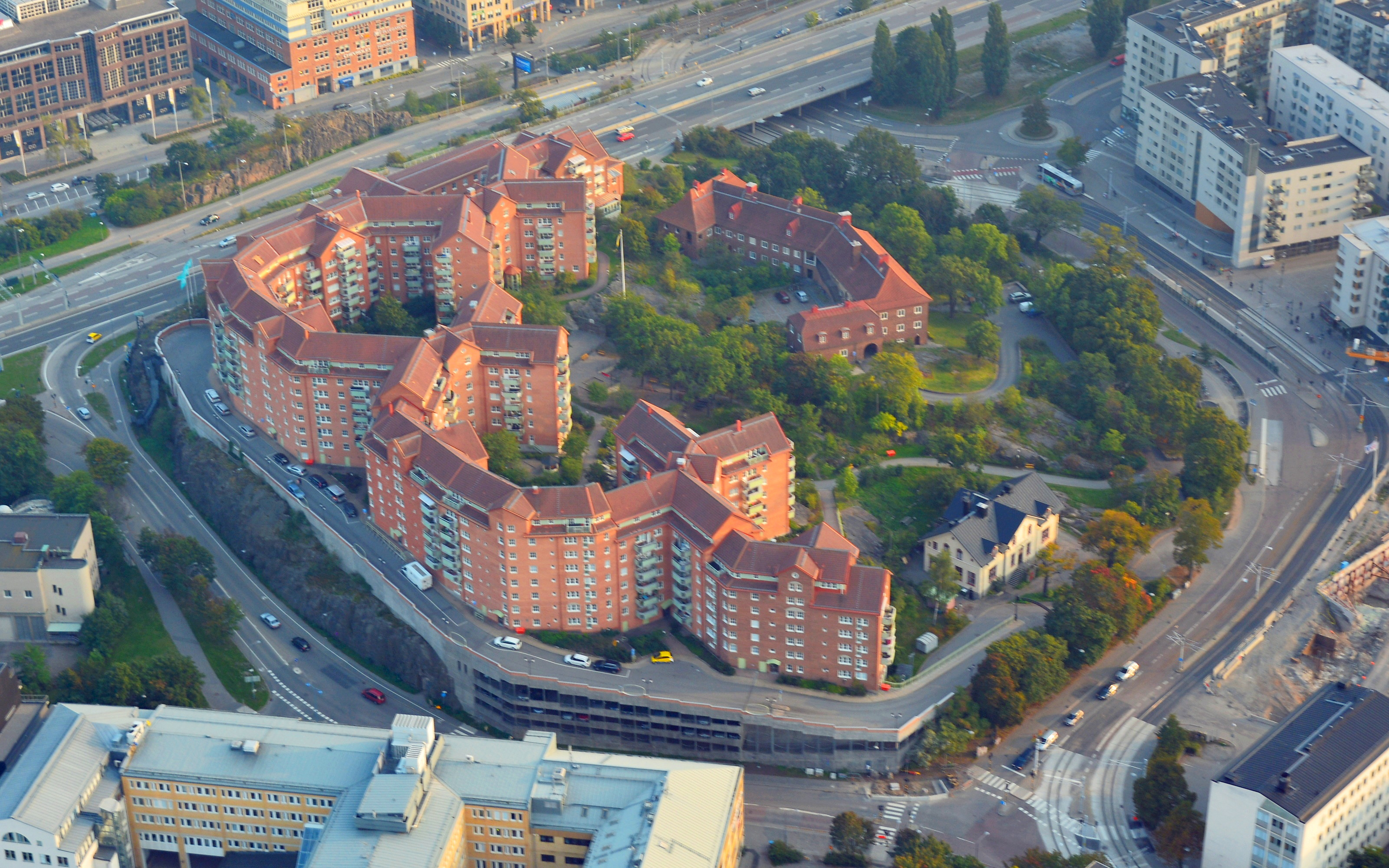
Liljeholmsberget.
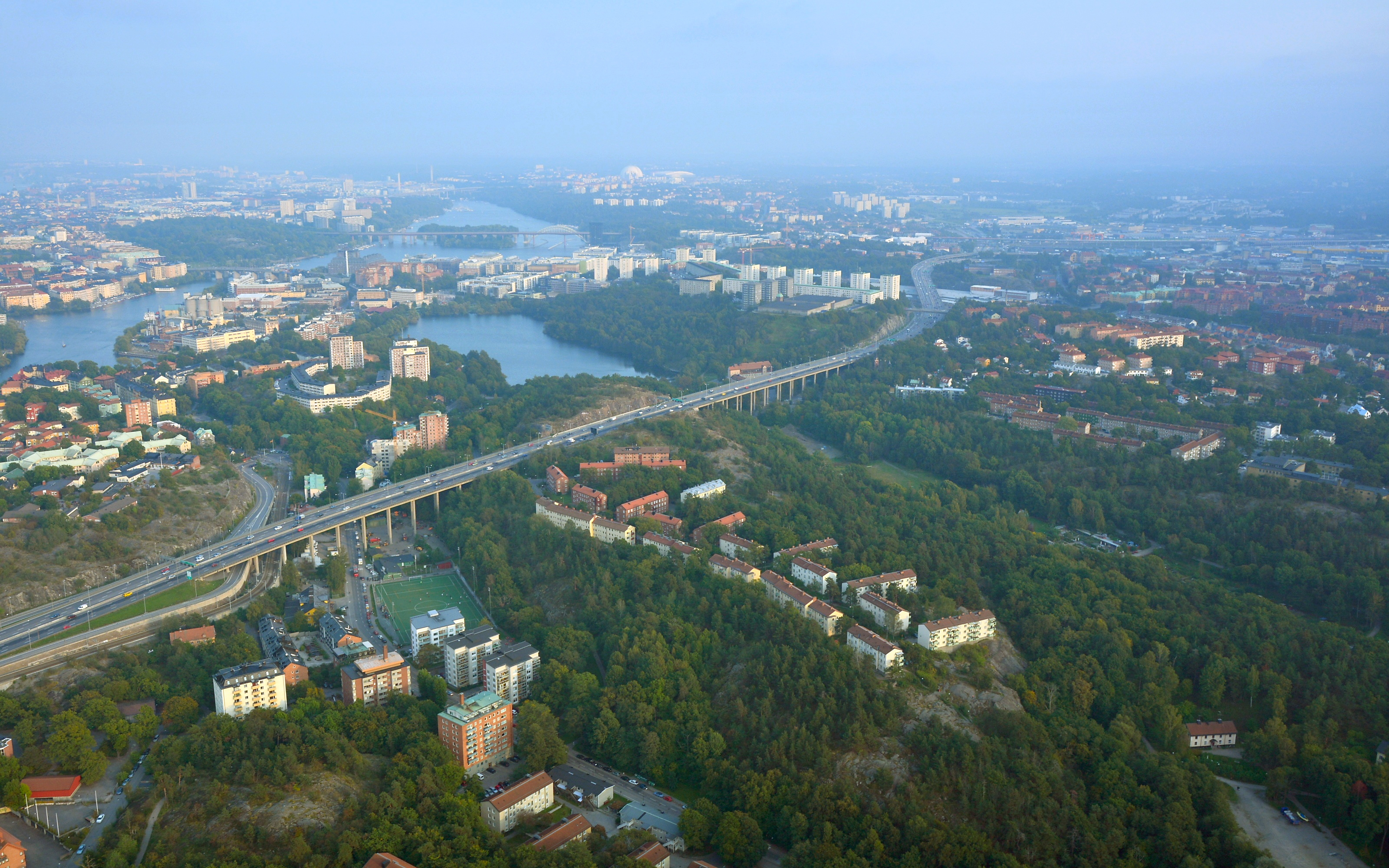
Essingeleden traversant Gröndal et Liljeholmen.
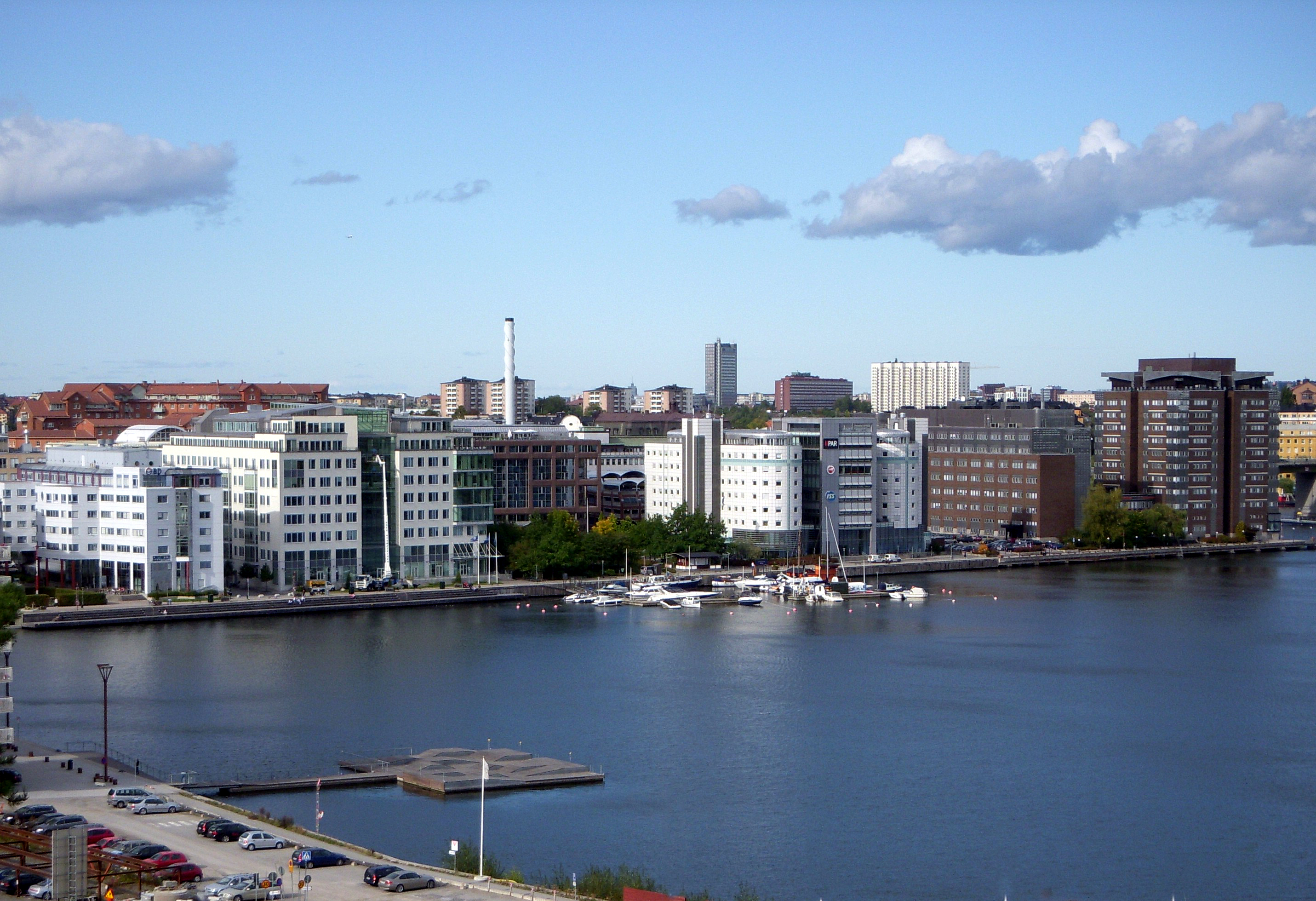
Liljeholmen.
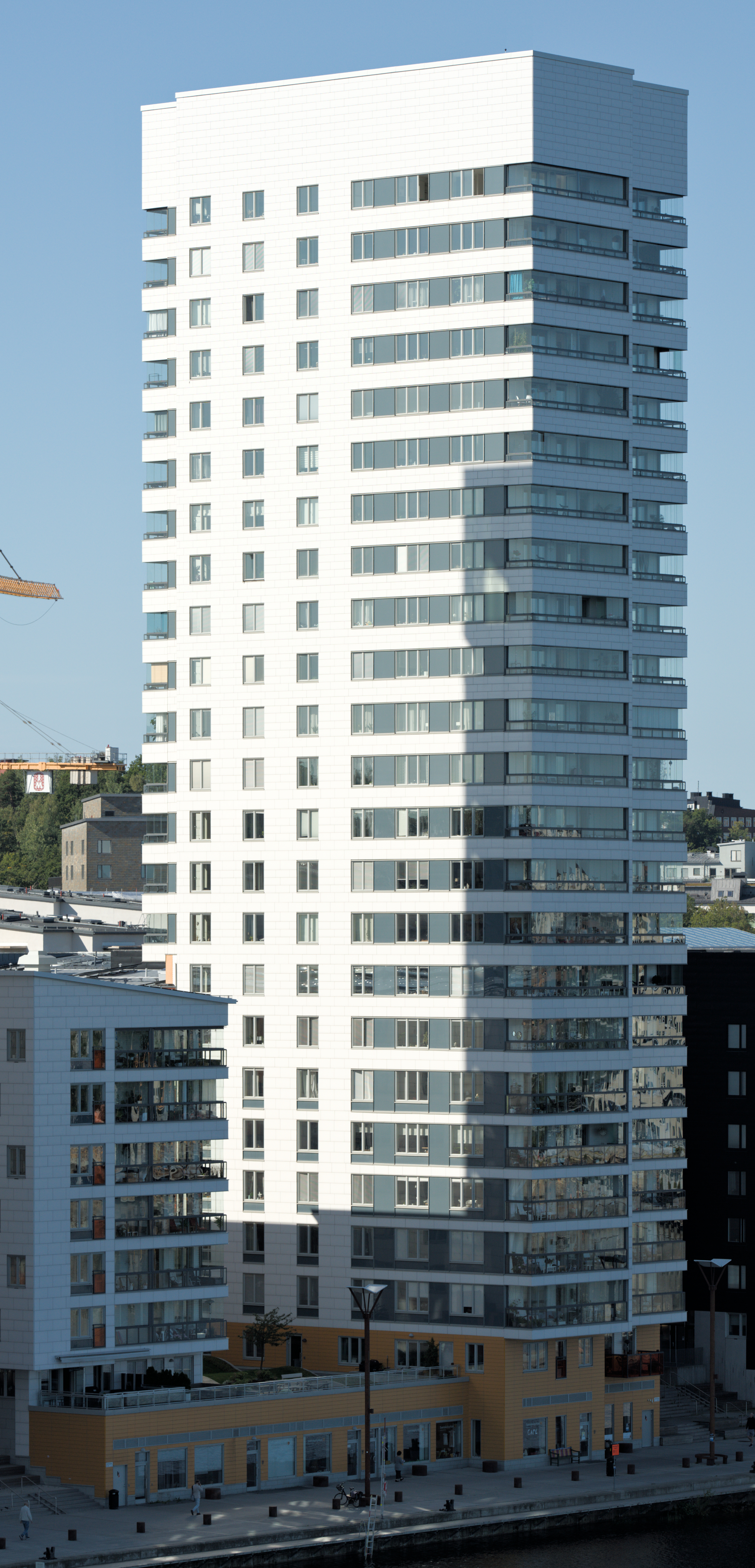
Kajen 5.

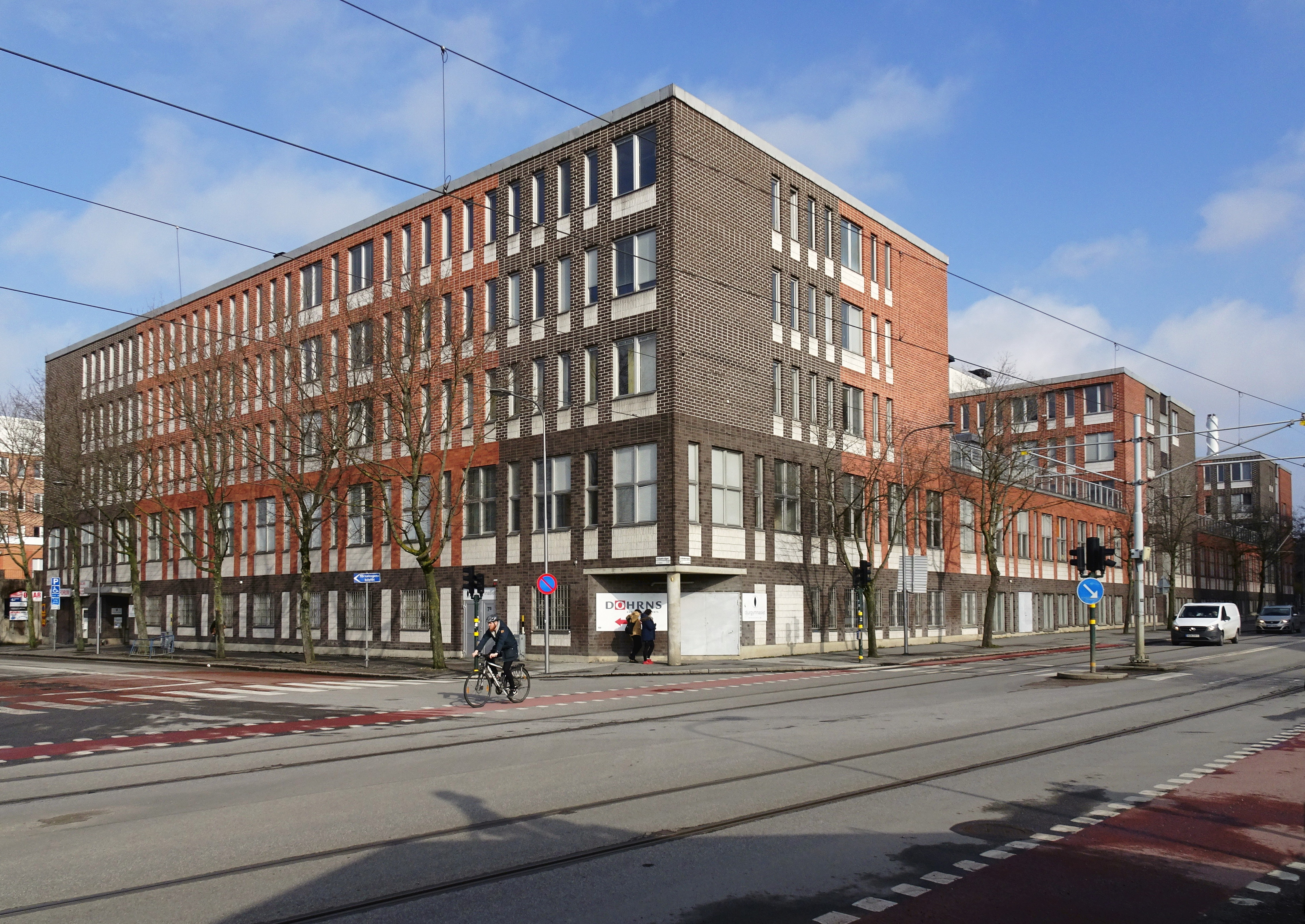
Kvarteret Tryckeriet, lieu de sport et d'éducation.
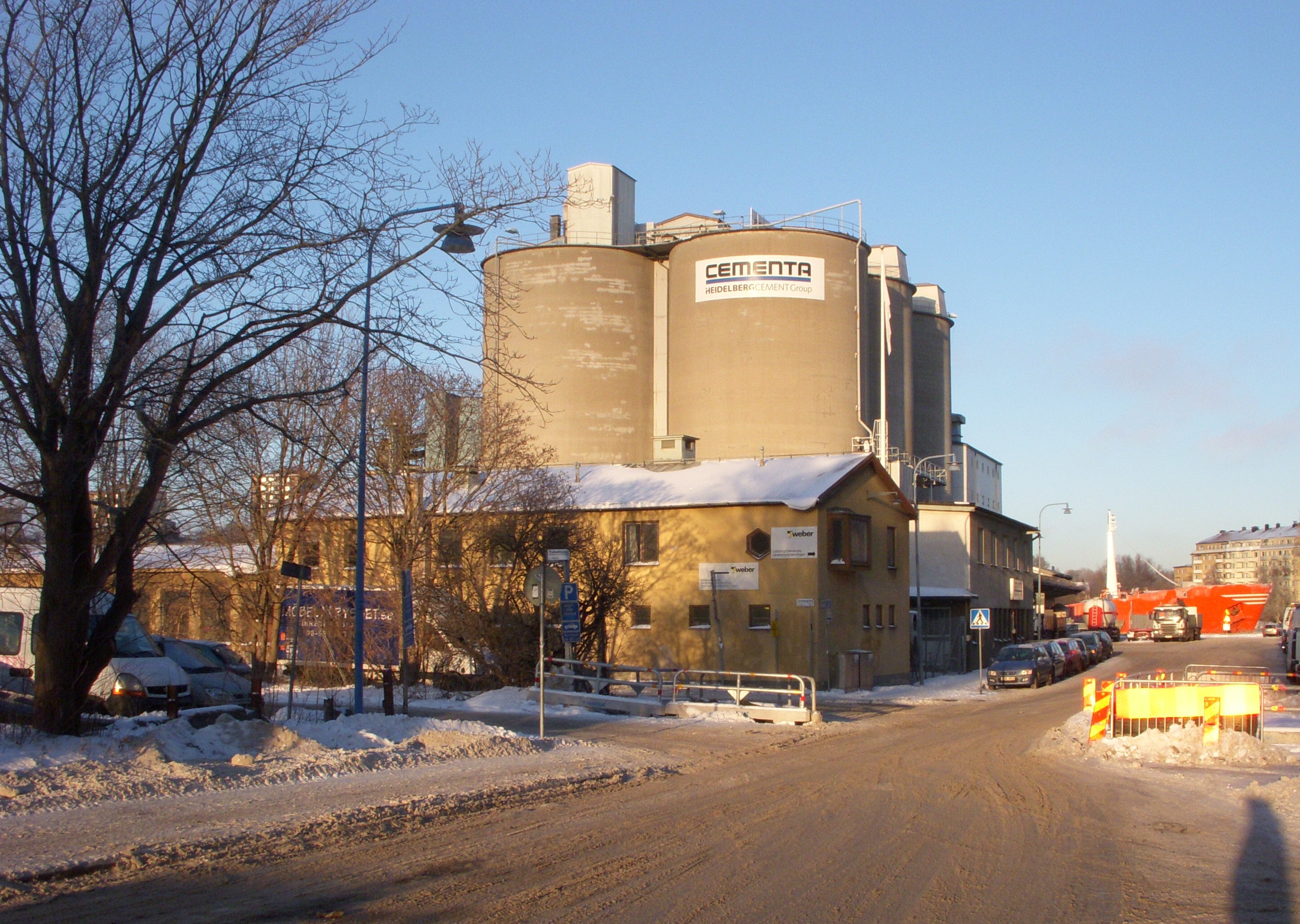
Dépôt de ciment de Cementa à Lövholmen
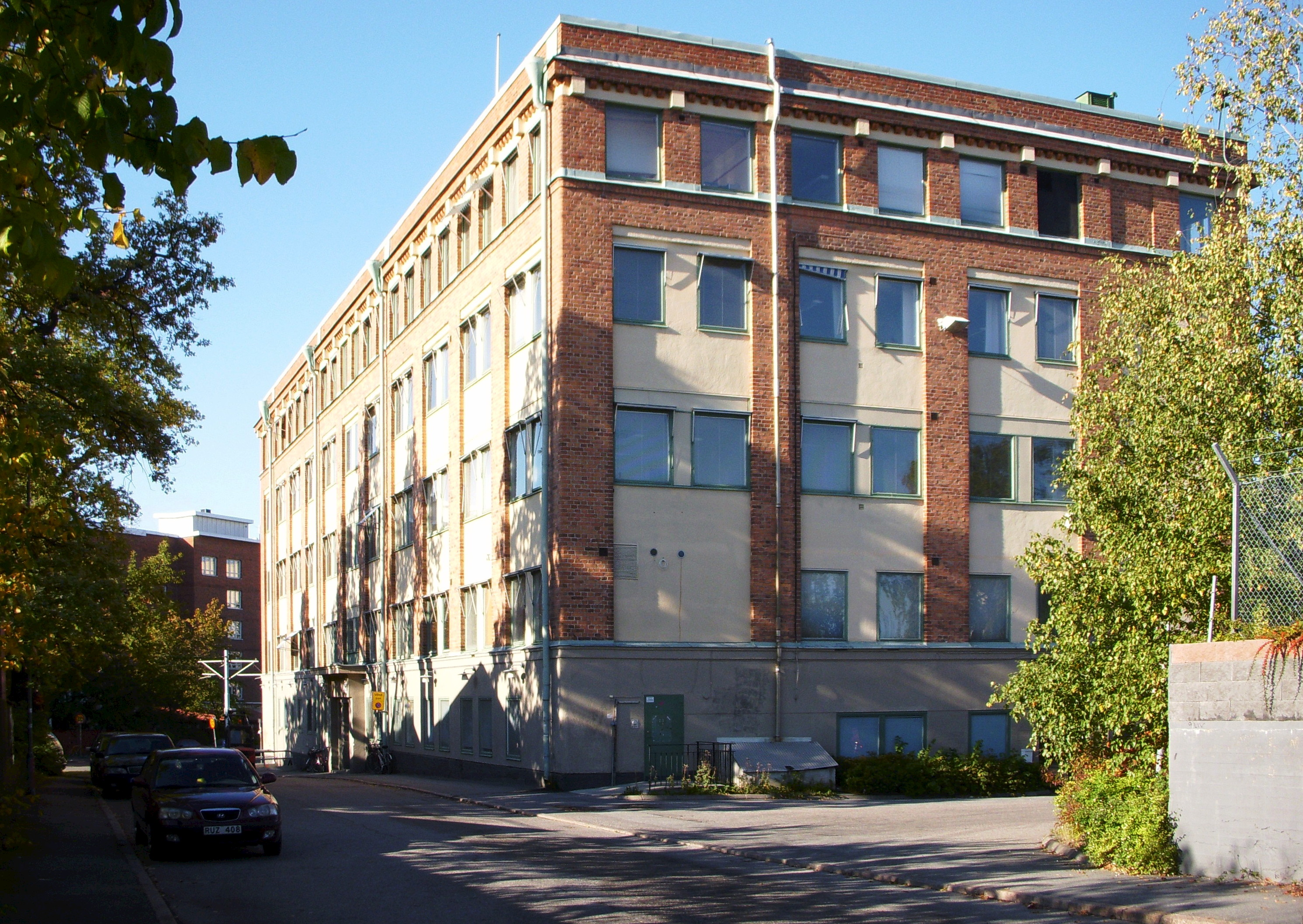
Ancien siège de Wilhelm Becker
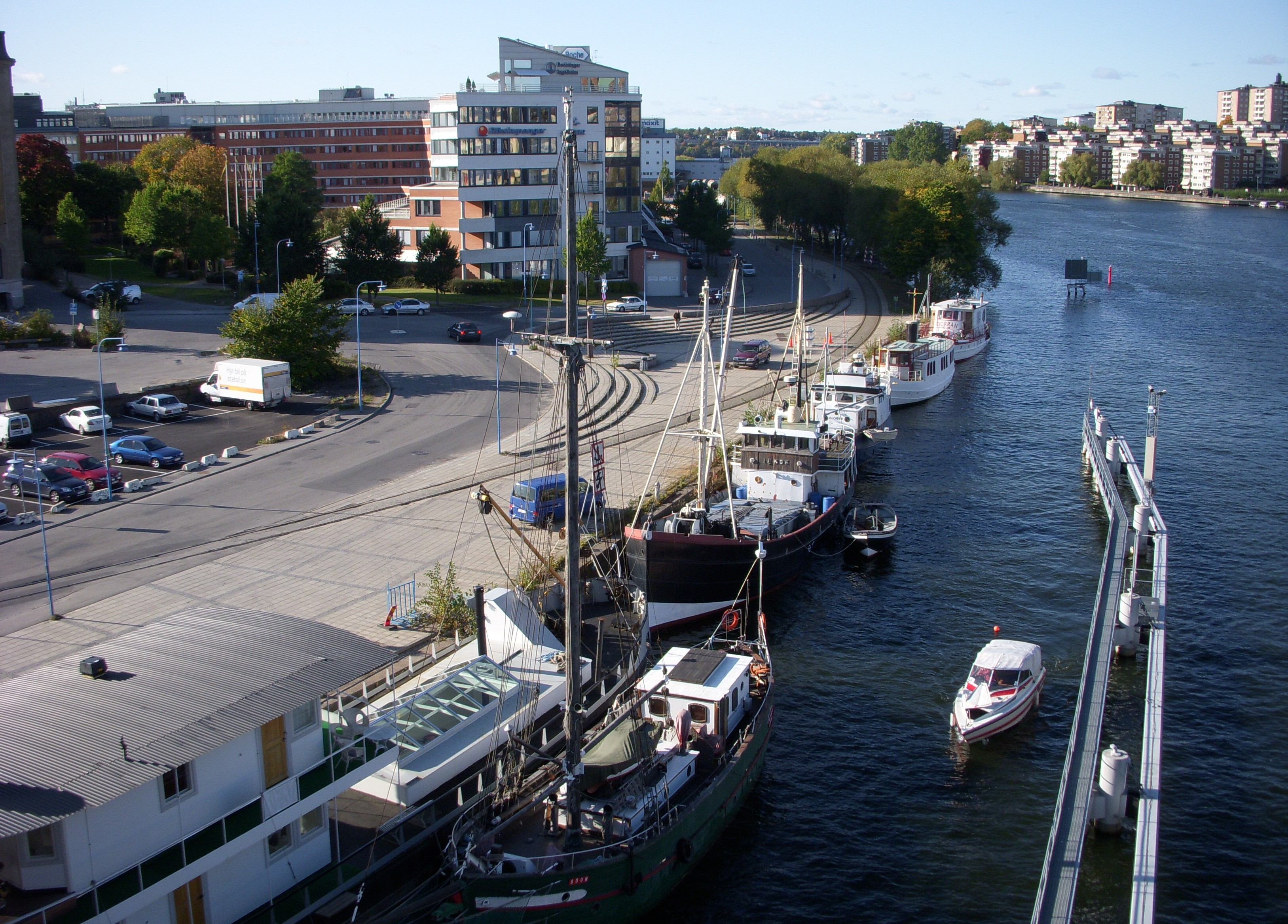
Liljeholmshamnen en 2009.
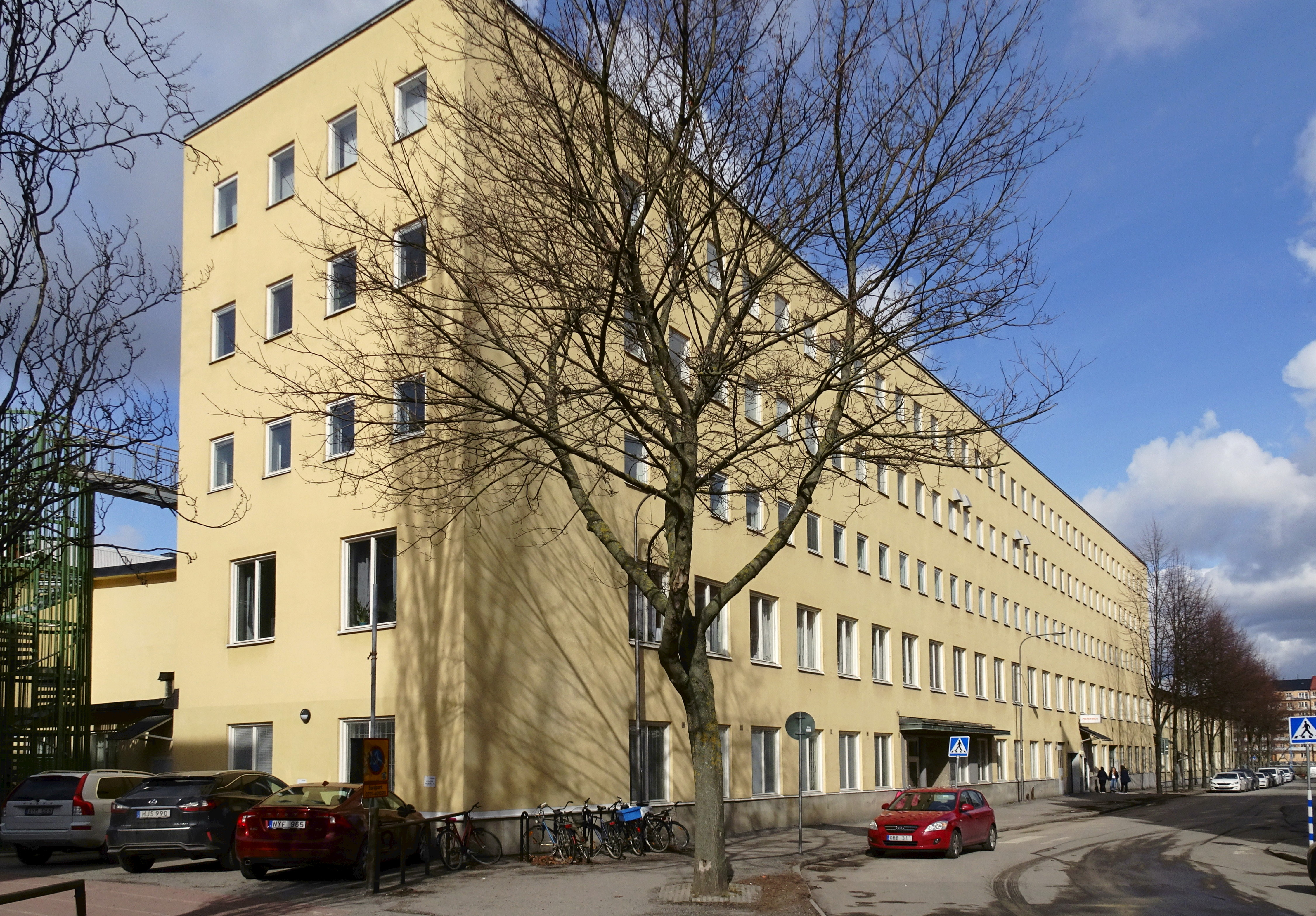
Kvarteret Tryckeriet.

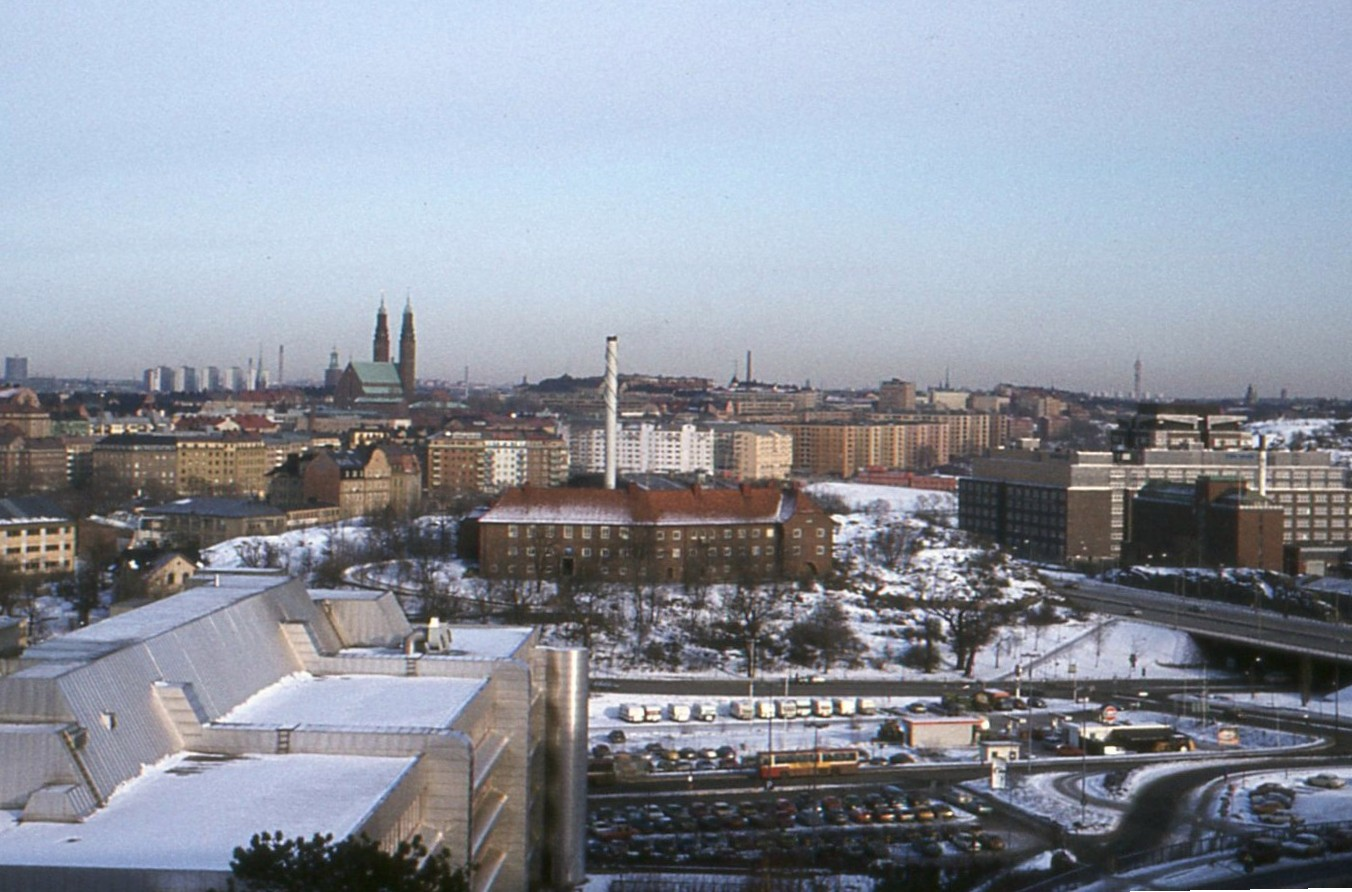
Liljeholmstorget en 1984 avec Södermalm en arrière-plan.
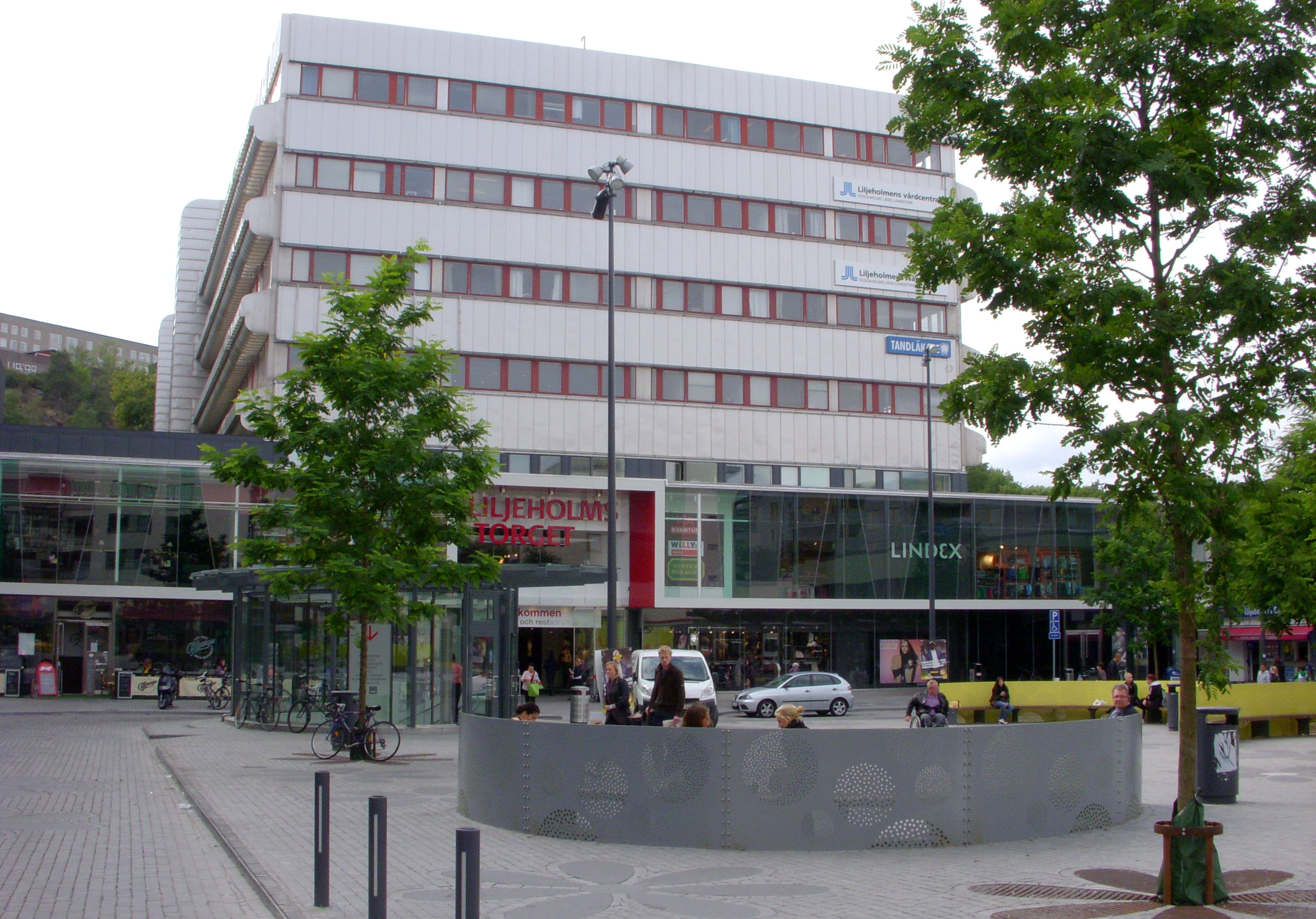
Liljeholmstorget, 2010.
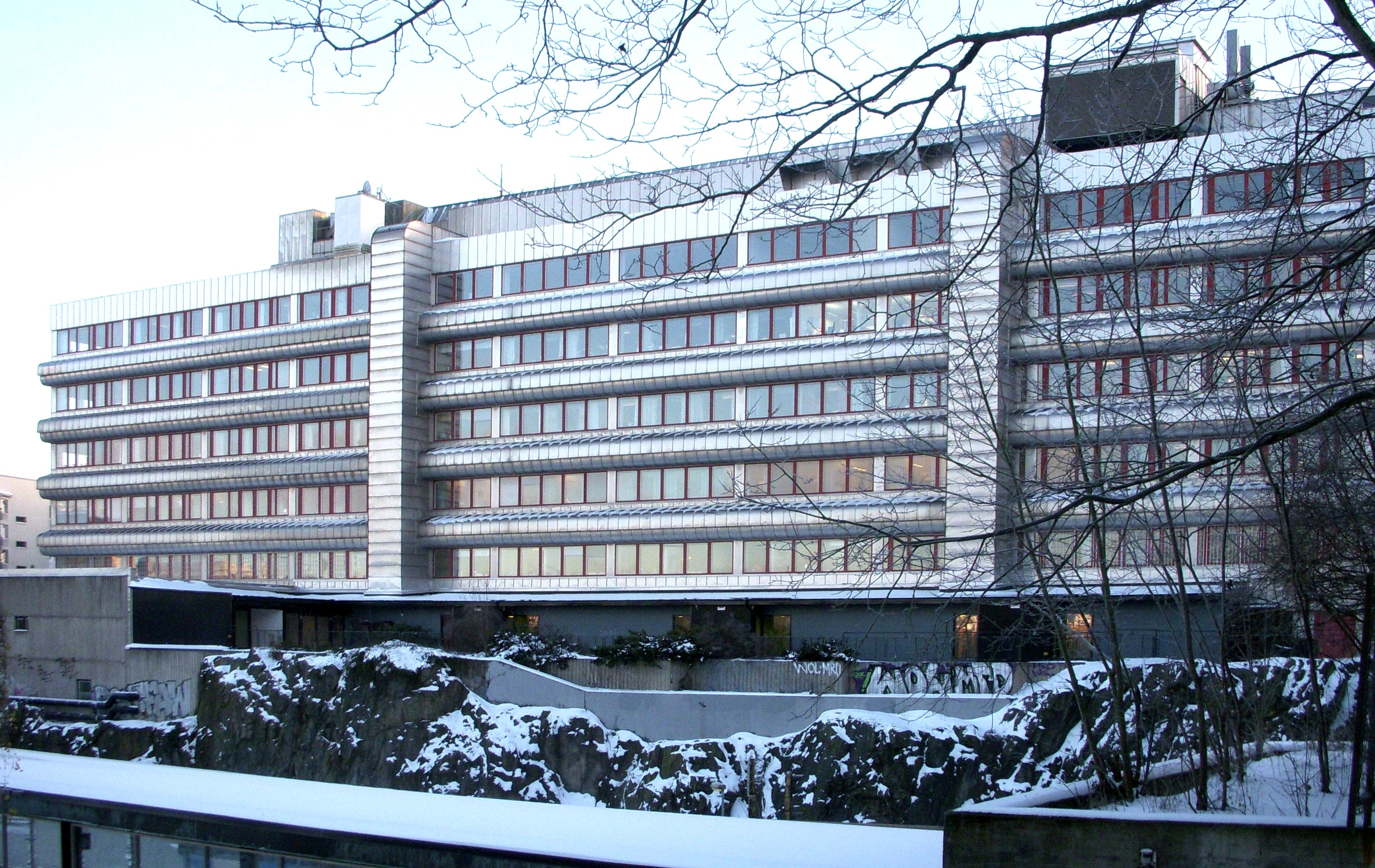
Maisons de K-konsult, 2010.
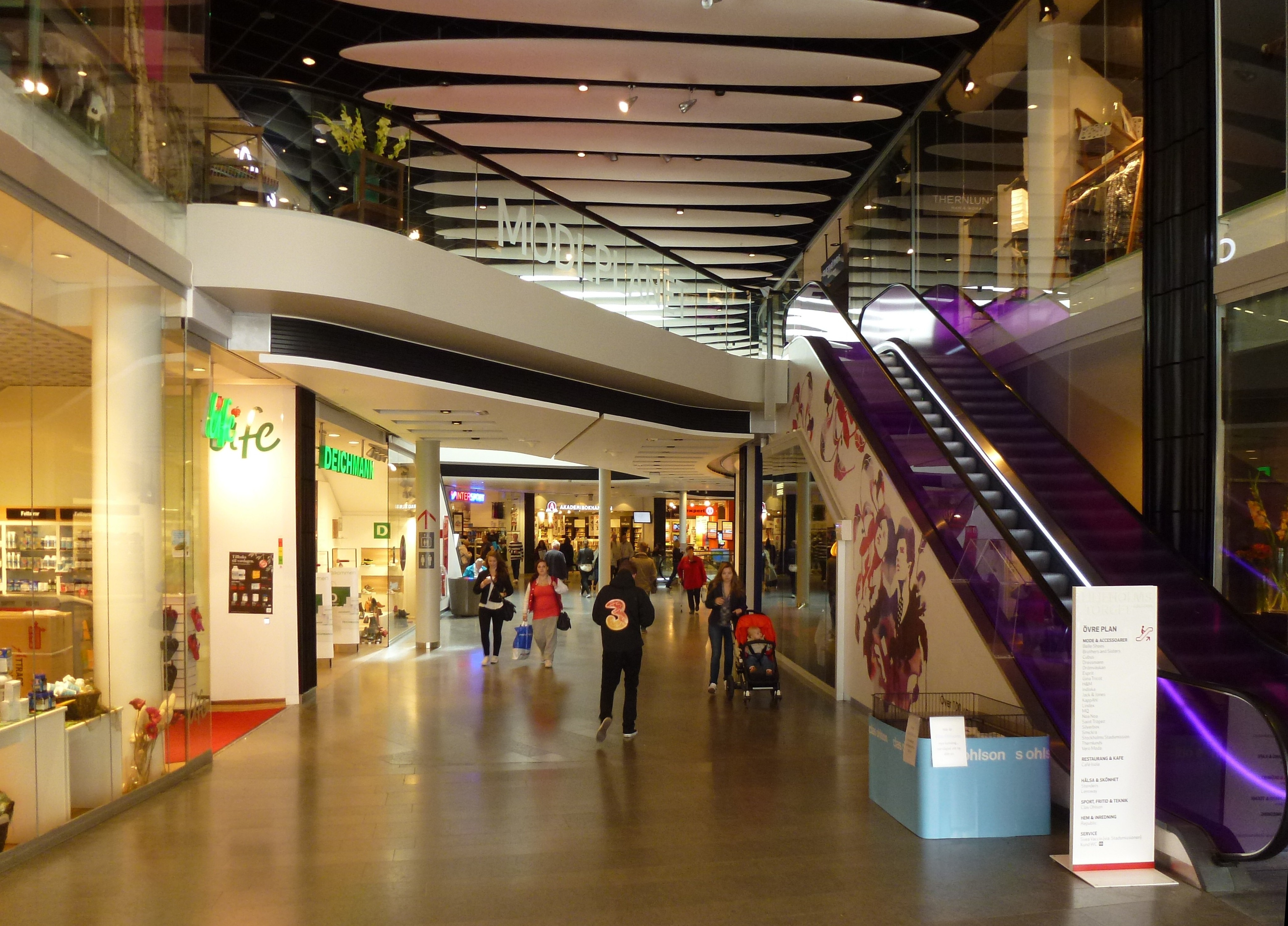
Le centre commercial, 2012.
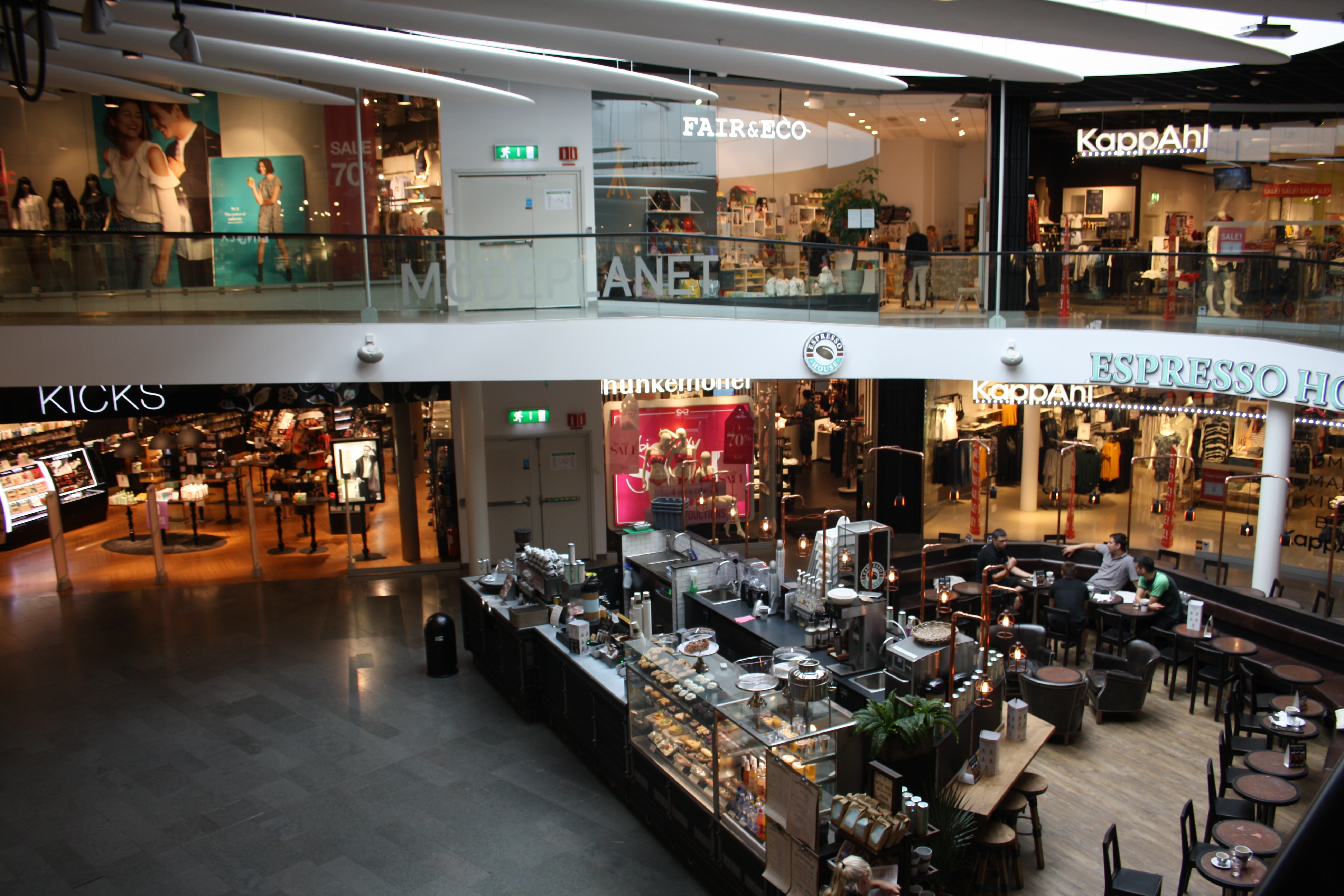
Le centre commercial, 2016.